# Ceratoglanis
Ceratoglanis – rodzaj słodkowodnej ryby sumokształtnej z rodziny sumowatych (Siluridae).

## Zasięg występowania
Występują w Azji Południowo-Wschodniej.

## Systematyka

### Etymologia
Ceratoglanis: gr. κερας keras, κερατος keratos „róg”; γλανις glanis „sum”.

### Podział systematyczny
Gatunki zaliczane do tego rodzaju:
- Ceratoglanis pachynema
- Ceratoglanis scleronema